# Placówka Straży Celnej „Michałów”

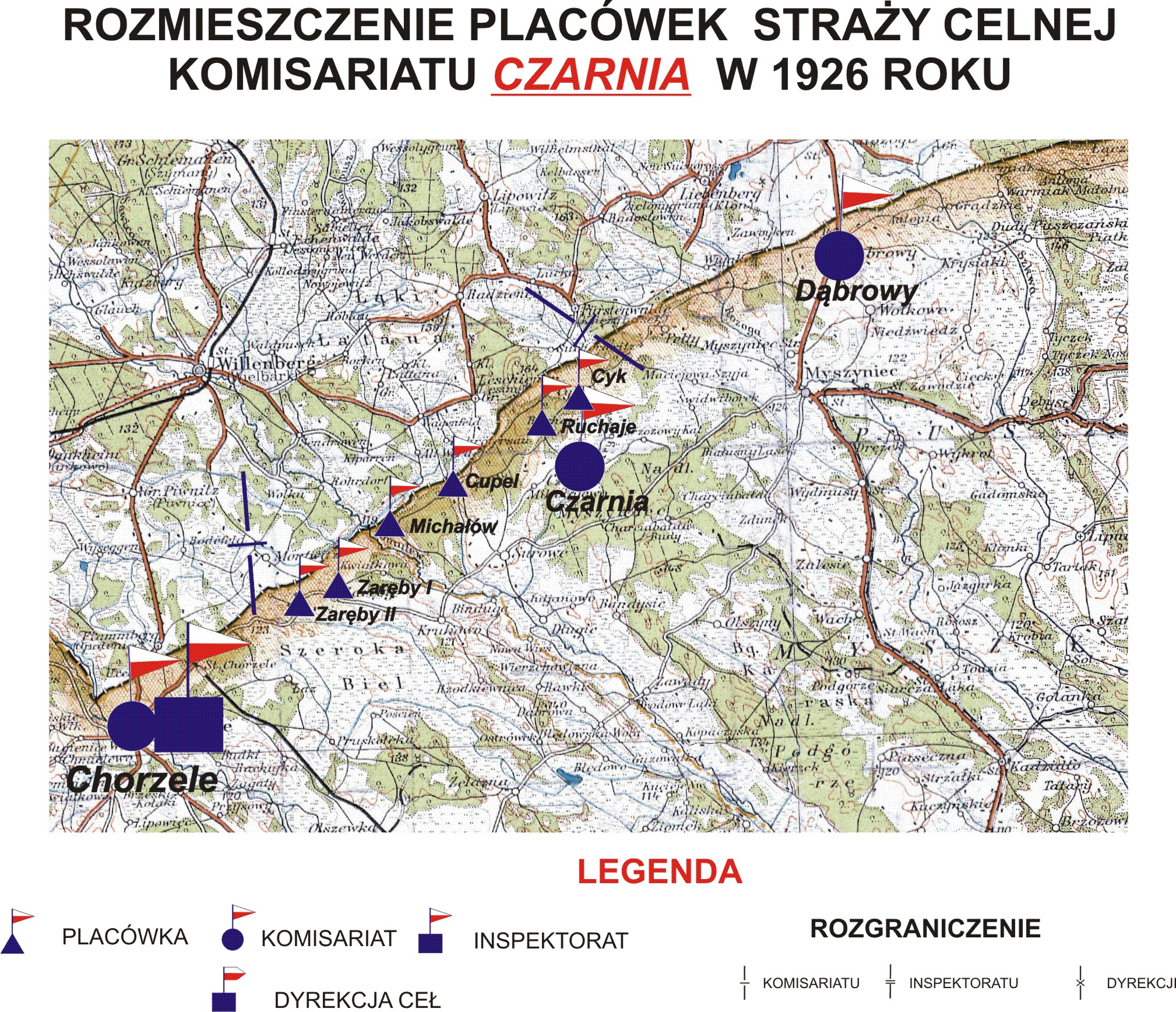
Rozmieszczenie placówek SC komisariatu "Czarnia" w 1926 roku

Placówka Straży Celnej „Michałów” – jednostka organizacyjna Straży Celnej pełniąca w okresie międzywojennym służbę ochronną na granicy polsko-niemieckiej.

## Formowanie i zmiany organizacyjne
Na wniosek Ministerstwa Skarbu, uchwałą z 10 marca 1920 roku, powołano do życia Straż Celną. Od połowy 1921 roku jednostki Straży Celnej rozpoczęły przejmowanie odcinków granicy od pododdziałów Batalionów Celnych. Proces tworzenia Straży Celnej trwał do końca 1922 roku. Placówka Straży Celnej „Michałów” weszła w podporządkowanie komisariatu Straży Celnej „Czarnia” z Inspektoratu SC „Chorzele”.
W drugiej połowie 1927 roku przystąpiono do gruntownej reorganizacji Straży Celnej. W praktyce skutkowało to rozwiązaniem tej formacji granicznej. Ochronę północnej, zachodniej i południowej granicy państwa przejęła powołana z dniem 2 kwietnia 1928 roku Straż Graniczna. W strukturach nowo powstałej formacji nie odtworzono placówki „Michałów”.

## Służba graniczna
Sąsiednie placówki
- placówka Straży Celnej „Cupel” ⇔ placówka Straży Celnej „Zaręby I” − 1926[8][9]

## Funkcjonariusze placówki
Kierownicy placówki
| stopień          | imię i nazwisko, numer   | okres pełnienia służby | kolejne stanowisko |
| ---------------- | ------------------------ | ---------------------- | ------------------ |
| starszy strażnik | Józef Józef Kajko (1007) | był w 1926             |                    |

Obsada personalna placówki w 1926:
- starszy strażnik Józef Józef Kajko (1007)
- strażnik Ludwik Głowacz (454)
- strażnik Sylwester Macianczyk (441)
- strażnik Stanisław Nalichowski (439)
- strażnik Antoni Sieczko (422)
- strażnik Władysław Jankowski (416)